# Véronique Massenot
Pour les articles homonymes, voir Massenot.
Ne doit pas être confondue avec la femme politique Véronique Massonneau.
 (octobre 2017).
Si vous disposez d'ouvrages ou d'articles de référence ou si vous connaissez des sites web de qualité traitant du thème abordé ici, merci de compléter l'article en donnant les références utiles à sa vérifiabilité et en les liant à la section « Notes et références ».
Véronique Massenot (née en 1970) est une autrice et illustratrice française, principalement de littérature jeunesse. Reconnue pour ses textes, il lui arrive aussi d'en traduire. Elle pratique également l'art postal et le carnet de voyage, ainsi que le croquis in situ - notamment avec le collectif « Les Croqueuses de Paris » dont elle est l'une des fondatrices (2015).

## Œuvres

### Romans
- Lettres à une disparue, Hachette, Le Livre de poche jeunesse (1998) - Illustration de couverture Alain Millerand - nommé au prix Sorcières 1999[3] - plusieurs fois adapté au théâtre, notamment au Québec, et plus récemment en France par la compagnie L'Arbre Océan[4].
- Le Journal de Soliman (Un enfant dans l'Intifada) ex Soliman le pacifique (Journal d'un enfant dans l'Intifada), Hachette, Le Livre de poche jeunesse (2003) - Illustration de couverture Marcelino Truong - prix du roman du ministère de la jeunesse en 2002.
- La Lettre mystérieuse, Bayard Jeunesse - collection J'aime lire (2009) - Illustrations d'Aurélie Guillerey.

### Carnet de voyage / reportage (textes)
- Salaam Palestine ! Carnet de Voyage en Terre d'Humanité, La Boîte à bulles (2013) - avec Marc Abel (photographe) et Bruno Pilorget (dessinateur) - grand prix (Michelin) du Festival, prix du Club de la presse et Coup de cœur d'MSF (Médecins sans frontières) au Rendez-Vous du Carnet de Voyage[5] de Clermont-Ferrand 2013[6].

### Albums illustrés (textes)
- Devinette, Éditions du Ricochet (2002) - textes et illustrations.
- L'Ogre de Silensonge, illustré par Eva Offredo, Éditions Gautier-Languereau (2004)
- Marabout et bout de sorcière, illustré par Muriel Kerba, Éditions Gautier-Languereau (2004 et 2007)
- Mon petit baluchon ... tout petit baluchon, illustré par Marianne Barcilon, Éditions du Ricochet (2006)
- Milos (Y a un os !), illustré par Isabelle Charly, Éditions Gautier-Languereau (2006) - réédité chez Tom'Poche (2014)
- Grand Ménage de printemps, illustré par Lucie Minne, Gulf-Stream éditeur (2007) - réédité chez Tom'Poche (2013)
- Le Village aux Mille Trésors, illustré par Joanna Boillat, Éditions Gautier-Languereau (2007)
- Une pomme pour deux, illustré par Virginie Guérin, Bayard (2008)
- Mon gros bel œuf tout neuf, illustré par Claire Garralon, Gulf-Stream éditeur (2008)
- Voyage sur un Nuage, illustré par Élise Mansot, Éditions de l'Élan Vert (2008) - collection Pont des Arts Marc Chagall
- La Grande Vague, illustré par Bruno Pilorget, Éditions de l'Élan Vert (2010) - collection Pont des Arts Hokusai
- Au Jardin de mon cœur, illustré par Kim Hee-yeon, Éditions Flammarion - Chan Ok (2011)
- Le Vaisseau blanc, illustré par Anja Klauss, Éditions de l'Élan Vert (2011) - collection Pont des Arts Le Corbusier
- Hansel & Gretel, d'après les Frères Grimm, illustré par Xavière Devos, Éditions de l'Élan Vert (2012)
- Les Trois Musiciens, illustré par Vanessa Hié, Éditions de l'Élan Vert (2012) - collection Pont des Arts Pablo Picasso
- Une amitié MONSTRE, illustré par Pascal Vilcollet, Les Éditions du Ricochet (2012) - adapté en dessin animé dans la série La Cabane à Histoires sur PIWI+
- Nom de code Pompidou[7], illustré par Fred Sochard, Éditions de l'Élan Vert (2013) - collection Pont des Arts Centre Beaubourg
- Ganesh le Gourmand, illustré par Peggy Nille, Éditions de l'Élan Vert (2014)
- À Plume, à Poil et à Paillettes, illustré par Peggy Nille, Éditions Gautier-Languereau (2014)
- Le Vieux Tigre et le Petit Renard, illustré par Peggy Nille, Éditions de l'Élan Vert (2015)
- Merci Facteur !, illustré par Isabelle Charly, Éditions de l'Élan Vert (2015) - collection Pont des Arts Palais idéal du Facteur Cheval
- La Perruche et la Sirène, illustré par Vanessa Hié, Éditions de l'Élan Vert (2015) - collection Pont des Arts Henri Matisse
- À l'eau, la Baleine !, illustré par Peggy Nille, Éditions de l'Élan Vert (2016)
- Tizan et l'Arbre à Bonbons, co-écrit avec Amarnath Hosany et illustré par Sébastien Chebret, Éditions de l'Élan Vert (2016)
- Le Géant qui rêvait, illustré par Peggy Nille, Éditions de l'Élan Vert (2016) - collection Pont des Arts Vassili Kandinsky
- Dormir, quelle drôle d'idée !, illustré par Caroline Piochon, Éditions Les Petits Livres d'Or (2017)
- Il était une fois... la Traversée, illustré par Clémence Pollet, HongFei Cultures (2017)
- Un Amour d'Étoiles, illustré par Sébastien Chebret, Éditions de l'Élan Vert (2017)
- Pierrot, Croqueur de Mots, illustré par Isabelle Charly, Éditions de l'Élan Vert (2017) - collection Pont des Arts Pierre Larousse
- Vie de Fourmi, illustré par Magali Clavelet, Éditions de l'Élan Vert (2017)
- Nian Shou, le Monstre du Nouvel An chinois, illustré par Sébastien Chebret, Éditions de l'Élan Vert (2018) - adapté en dessin animé[8] dans la série La Cabane à Histoires sur PIWI+
- Tizan et le Loup, co-écrit avec Amarnath Hosany et illustré par Solen Coeffic, Éditions L'Atelier des Nomades (2018)
- Patoufèt, illustré par Christophe Alline, Éditions de l'Élan Vert (2019)
- Les Dessins de Claire, illustré par Bruno Pilorget, Éditions de l'Élan Vert (2020) - collection Pont des Arts cathédrale de Chartres
- Ce Matin-là, illustré par Stéphane Nicolet, Éditions Nathan Jeunesse (2021)
- Hanuman Super Singe, illustré par Fabrice Leoszewski, Éditions de l'Élan Vert (2021)
- Des Pinceaux pour Frida, illustré par Élise Mansot, Éditions de l'Élan Vert (2021) - collection Pont des Arts Frida Kahlo
- Binti, la bavarde, illustration Sébastien Chebret, Éditions de l'Élan Vert (2021)
- Coco , Padoum et Chapati, illustré par Claire Garralon, Éditions À pas de loups (2022)
- Céleste et la Boîte à Musique, illustré par Lucile Placin, Éditions de l’Élan Vert (2023) - collection Pont des Arts Marc Chagall et l'Opéra de Paris
- Le Colimaçon-maçon, illustré par Christine Destours, Éditions de l'Élan Vert (2023) - collection Pont des Arts Art brut
- La Dragonne au cœur de pierre, illustré par QU-Lan, Éditions de l'Élan Vert (2023)
- Du Sirocco chez Mr Delacroix, illustré par Kiko, Éditions de l'Élan Vert (2024) - collection Pont des Arts Eugène Delacroix
- Bonjour Trésor et Bonne Nuit Trésor (duo tout-carton, textes & illustrations), HongFei Cultures (2024)
- Les fabuleux Jardins du docteur Pic-Pic, illustré par Christine Destours, Éditions de l'Élan Vert (2024) - collection Pont des Arts Jardins extraordinaires
- Gombessa le Sage, co-écrit par Hafsoiti Soulaimana, Catherine Fontaine et Zaïna Djailani dans le cadre d'un atelier d'écriture et illustré par Sébastien Chebret, Éditions Project'îles (2024)

### Illustrations
- « Le cri de Gaza » (illustration) in Gaza, un pavé dans la mer (collectif), La boîte à Bulles (2009)
- « L'Enfant à la Couronne », écrit par Geneviève Huriet in Quand les baobabs chatouillent les nuages, Éditions Destination 2055 (2010)
- Le Flamboyant, écrit par Amarnath Hosany, Éditions Bartholdi (2011)
- Diyas, les lampes éternelles, écrit par Amarnath Hosany, Éditions Bartholdi (2012)
- De Rouge et d'Encre, recueil de poèmes écrits par Joëlle Brière, Éditions L'Atelier du Noyer (2019)
- Bonjour Trésor et Bonne Nuit Trésor (duo tout-carton, textes & illustrations), HongFei Cultures (2024)

### Traductions et réécritures
- Brille encore, Soleil d'or !, de Zhenyuan Guo (Chine) et illustré par Chengliang Zhu, HongFei Cultures (2019)
- Croc Croc la Carotte !, de Fang Yiqun (Chine) et illustré par Clémence Pollet, HongFei Cultures (2019)
- La Petite Fille qui cueillait des histoires, de Soojung Myung (Corée), Éditions de l'Élan Vert (2021)
- FEMMES et nos pensées au fil du temps, de Paulina Silva (Espagne), Éditions La Boîte à bulles (2020)
- Pomme, ma Pomme, de Byeong-ho Jeon et Sun-ok Song (Corée), Éditions de l'Élan Vert (2024)
- Trois petites Secondes, de Soon-jae Shin et Hye-won Yum (Corée), Éditions de l'Élan Vert (2025)
- Le Chant de la Baleine, de Sang-han Kim & Jung-in Choi (Corée), Éditions de l'Élan Vert (2025)

### Contributions diverses
- « Patchwork » (nouvelle adultes) in 13, quai de la Pécheresse (roman collectif), Les Éditions du Ricochet (1999)
- « Mon livre, c’est tous les livres » (témoignage) in Un amour d’enfance (recueil collectif sur la lecture), Bayard (2007)

### Ouvrages pédagogiques
- Le Lunlunoscope, album et cahier d'activités, illustrés par Alain Roman, Les Éditions du Ricochet (2005)

### Textes parus dans la presse
- Radio-Jacotte, Histoires pour les Petits, Milan (2003)
- Tempête à Croc-en-Noise, Histoires pour les Petits, Milan (2003)
- Une pomme pour deux, Les premières Histoires de Popi, Bayard (2004) - repris dans Enfant Magazine (2007)
- La Nuit de petit fantôme, Histoires pour les Petits, Milan (2004) - avec version sonore sur CD
- Drôles de graines !, Pomme d’api, Bayard (2005)
- La lettre mystérieuse, J’aime lire, Bayard (2006)
- Le rendez-vous de Mr Neigedoux, Tralalire, Bayard (2006) - repris dans Enfant Magazine (2007)
- Rémi et Doudou-Lapin, Petites Histoires pour les tout-petits, Milan (2006)
- Le Village aux Mille Trésors, Les Belles Histoires, Bayard (2006)
- Le tout petit petit cadeau, Les p'tites filles à la Vanille, Fleurus (2007)
- Le Secret de Cosimo, Histoires pour les Petits, Milan (2007)
- Patati et Patata, Les p'tites filles à la Vanille, Fleurus (2008)

+ quelques comptines et quelques textes pour les célèbres "Copains de la forêt" (Lapinou, Lisette et Toupik)...

### À l'étranger
en anglais (Prestel Publishing)
- Journey on a Cloud, The Great Wave , The Three Musicians, The Mermaid and the Parakeet, The Dreaming Giant et Paintbrushes for Frida

en allemand (Prestel Verlag)
- Die Reise Auf Der Wolke und Die Große Welle

en coréen
- L'Ogre de Silensonge a été traduit et édité en Corée par Korean Hemingway.
- Mon Petit Baluchon, par Wonder Kids.
- Au Jardin de mon Cœur par Kids M.
- Les trois Musiciens, Voyage sur un Nuage et La Grande Vague par Hyung Seul Publishing.

en chinois
- Une Pomme pour Deux a été traduit et édité par Jieli Publishing.
- Mon Petit Baluchon et Une amitié MONSTRE ! par Hongen Education.
- Voyage sur un Nuage, La Grande Vague, Le vaisseau blanc, Les Trois Musiciens, La Perruche et la Sirène et Des Pinceaux pour Frida par 99Kids.

en portugais (Brésil)
- Les Trois Musiciens (Os Tres Musicos) et La Grande Vague (A Grande Onda)

en espagnol
- La Grande Vague (La Gran Ola)

en italien
- Viaggio su una Nuvola, I tre Musicanti, Il Cocorito  e la Sirena, Il Gigante che sognava et plusieurs autres titres de la collection Pont des Arts ont été traduits et édités par JACABOOK
- Quel Mostro del mio Vicino par TERRE DI MEZZO Editor
- L'Albero di Caramelle par EMME Edizioni

en turc
- Dost Canavarlar (Une Amitié MONSTRE !) par Arpa Kitap
- Gizemli   Mektup (La Lettre mystérieuse) chez Erdem Yayin Grubu

en bilingue malgache-français
- Madagascarnet - Madagasikarine avec les enfants des écoles de quatre villes de Madagascar, par les Éditions Jeunes Malgaches

en hongrois
- A Nagy Hullam (La Grande Vague en version Kamishibaï) chez Csimota

et aussi...
en Suédois, Russe, Roumain et Vietnamien.

### Presse étrangère
(québécois, espagnol, anglais, néerlandais...)
- Adaptation québécoise de Drôles de Graines !, Pomme d’api, Bayard Presse Canada (2006)
- Las Extrañas semillas - traduction espagnole de Drôles de graines ! - Bayard Revistas (2007)
- Adaptation québécoise de La Lettre mystérieuse, J'aime lire, Bayard Presse Canada (2007)
- La Carta misteriosa - traduction espagnole de La Lettre mystérieuse - Bayard Revistas (2007)
- Village of a Thousand Treasures - traduction anglaise du Village aux Mille Trésors - STORY BOX (2008)
- Mystery Letter traduction anglaise de La Lettre mystérieuse - ADVENTURE BOX (2008)